# 和田吉弘 (法学者)
和田 吉弘（わだ よしひろ、1955年7月 - ）は、日本の法学者、弁護士。立命館大学大学院法務研究科教授（実務家教員）。専門は民事訴訟法。

## 来歴
東京大学法学部卒業。東京大学大学院法学政治学研究科博士課程（民事訴訟法専攻）単位取得退学。
明治学院大学法学部助教授、東京地方裁判所判事、青山学院大学大学院法務研究科（法科大学院）教授などを経て弁護士に。2012年から2013年まで、法曹養成制度検討会議委員を務める。

## 著書
- 『新版論文本試験過去問民事訴訟法』（辰已法律研究所、2005年）
- 『基礎からわかる民事執行法・民事保全法〔第2版〕』（弘文堂、2010年）
- 『基礎からわかる民事訴訟法〔第2版〕』（商事法務、2022年）
- 『民事訴訟法から考える要件事実〔第2版〕』（商事法務、2013年）
- 『司法試験論文過去問LIVE解説講義本 和田吉弘民訴法』（辰已法律研究所、2014年）